# Thiodiodes seeboldi
Thiodiodes seeboldi is een vlinder uit de familie bladrollers (Tortricidae). De wetenschappelijke naam is voor het eerst geldig gepubliceerd in 1877 door Rossler.
De soort komt voor in Europa.